# تیم کروکس
تیم کروکس (انگلیسی: Tim Crooks; ۱۲ مهٔ ۱۹۴۹ – ) ورزشکار روئینگ اهل بریتانیا بود.
وی در مسابقات کشوری و بین‌المللی در مجموع برندهٔ ۲ مدال نقره شده‌است.